# 喜马拉雅姬鼠
喜马拉雅姬鼠（学名：Apodemus pallipes）也称克什米尔姬鼠、沃氏姬鼠，一种分布于吉尔吉斯斯坦、塔吉克斯坦、阿富汗、巴基斯坦、印度、尼泊尔及中国等地区的小型哺乳动物，隶属于鼠科姬鼠属。